# Zella/Rhön
Zella/Rhön település Németországban, azon belül Türingiában. Lakosainak száma 412 fő (2017. december 31.). Zella/Rhön Brunnhartshausen, Empfertshausen, Diedorf, Neidhartshausen és Kaltennordheim községekkel határos.

## Népesség
A település népességének változása:

| 2017 | 412 |